# Datel břidlicový
Datel břidlicový (Mulleripicus pulverulentus) je druh datla obývající jihovýchodní Asii a část indického subkontinentu. Vyhledává mangrovy a podobné typy lesů s vlhkým a teplým podnebím. Délka těla těchto ptáků se pohybuje mezi 48 až 58 cm, délka křídel do 25 cm. Pravděpodobně se tak jedná o největší druh datla na světě, konkurují mu pouze vymírající druhy datel císařský a knížecí. Žijí v malých skupinách o třech až šesti jedincích, které se skládají z páru (samec a samice) a jejich potomků. Páry v době páření hnízdí v dutinách stromů, které si sami vytvoří. Tuto práci většinou vykonává samec. Jsou monogamní. Většinu jídelníčku datlů břidlicových tvoří mravenci, termiti a různé druhy brouků, výjimečně jejich jídelníček doplní i malé plody a bobule.

## Výskyt
Datlové břidlicoví obývají indický subkontinent, hlavně jeho severní část, Bangladéš, Bhútán, Brunej, Kambodžu, Laos, Indonésii, Malajsii, Barmu, Nepál, Filipíny, Singapur, Thajsko a Vietnam. Též je lze najít na Velkých Sundách.
Preferují vlhké listnaté a stálezelené lesy, avšak obývají i rozsáhlejší pláně s menšími stromovými porosty. Naopak se vyhýbají rušným oblastem. Vyskytují se v okolí rostlin z rodu dvojkřídláč a druhu teka obrovská. Vyhledávají i damarovníky obrovské a mangrovy. Tento druh datla se vyskytuje hlavně v nižších nadmořských výškách do 600 m, maximální výška, kterou obvykle obývají, ale dosahuje až 2000 m.

## Popis

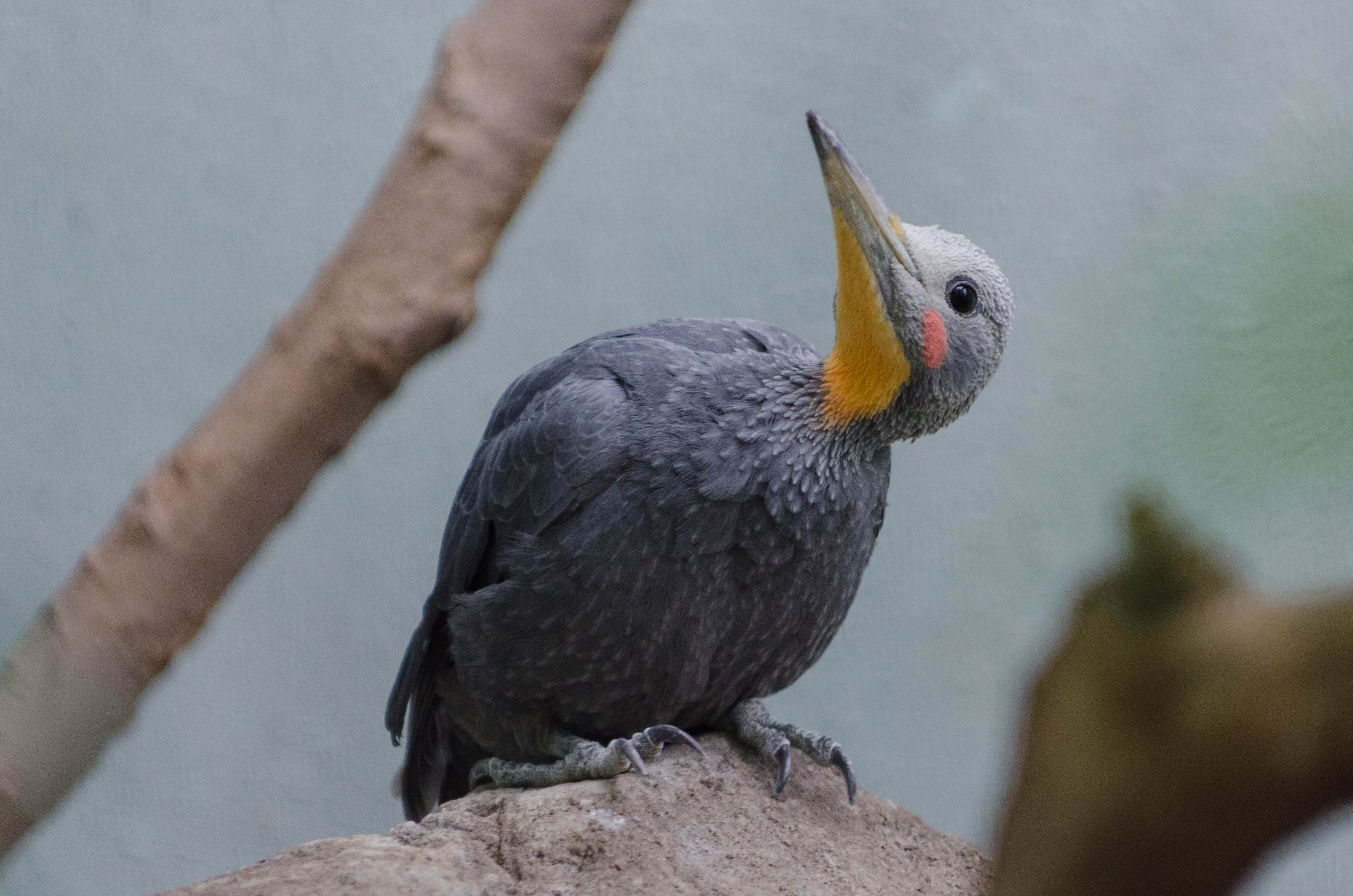
Dospělý jedinec

Tělo datlů břidlicových měří na délku asi 48 až 58 cm, hmotnost dospělého jedince se pohybuje mezi 360 a 563 g. Pravděpodobně se tedy jedná o největší druh datla na světě, pokud nebereme v potaz silně ohrožené a vymírající druhy datel císařský (Campephilus imperialis) a datel knížecí (Campephilus principalis). Jen samotný zobák těchto datlů měří přes 6 cm (pro srovnání: délka zobáku datla zlatého se pohybuje od 2 do 4 cm). Datlové břidlicoví jsou snadno odlišitelní od ostatních druhů datlů, jedním z charakteristických aspektů je například dlouhý šedý zobák, dlouhý ocas nebo protáhlý krk. U některých jedinců je zřetelná i malá chocholka, avšak nejedná se o pravidlo. Peří je tmavě šedé až břidlicové barvy, od které je odvozen český název. Na peří mohou také být drobné bílé skvrnky a samci mají v okolí zobáku červené skvrny. Jednotlivé poddruhy se od sebe liší například tmavostí zbarvení; nejtmavší barvu má nominátní poddruh (M. p. pulverulentus), naopak nejsvětleji jsou zbarveni zástupci poddruhu M. p. harterti. Ti mají velmi světlé hrdlo a větší množství bílých skvrn na těle.
Přestože se jedná o velký druh ptáka, mají datlové břidlicoví slabý a jemný hlas. Liší se tím i od jiných velkých druhů datlů, kteří mívají silný a výrazný hlas. Anglická literatura popisuje jejich hovor jako tiché woikwoikwoikwoik.

## Chování
Datlové břidlicoví žijí ve skupinkách po třech až šesti jedincích, které se většinou skládají z chovného páru a jeho potomků. Pozorovat celou skupinu společně je možné třeba při krmení, kdy se všichni členové slétnou na mraveniště, termitiště, nebo jiný objekt jejich zájmu. Krom mravenců, kteří tvoří hlavní součást jejich jídelníčku, ale nepohrdnou ani larvami jiných druhů hmyzu nebo bobulemi. Samičky tráví většinu dne hledáním potravy, zatímco samečci se svými dlouhými zobáky následně pomáhají partnerkám dostat se pod kůru stromů. Konkurenci pro ně tvoří například asijské druhy zoborožců a stromoví savci, které se také živí hmyzem.
Datlové břidlicoví často létají vysoko nad stromy. Je to pravděpodobně i z důvodu bezpečnosti, protože jsou při letu hlasití a snadno se může v korunách stromů najít hrozba. Podle ornitologa Hanse Winklera se jejich styl létání podobá létání vran.
Tito datlové jsou monogamní, páry tedy žijí pospolu celý život. Hnízda staví v samostatných stromových dutinách ve výšce od 9 až do 45 m od země. Při hloubení samotného hnízda pracuje pár spolu, ale většinu práce odvede sameček. Vchod do hnízda má průměr okolo 10 cm, uvnitř stromu se ale nachází poměrně rozměrné doupě. Toto jediné doupě budou využívat po celý život, pokud jej nezabere jiný pár. Samička snese dvě až čtyři vejce, na jejichž inkubaci se podílí i její partner. Pokud samička zrovna sedí na vejcích, je stále v kontakt se samečkem pomocí vokalizace. Po vylíhnutí oba dva krmí mladé, kteří s rodiči zůstávají až do doby, než si v následujícím období hnízdění nenajdou partnera.

## Populace
Populace datlů břidlicových je silně závislá na stromech a masové kácení lesů jejich populaci značně snížilo. V primárních lesích se snížení jejich populace odhaduje na 80 %. Obzvláště v Myanmaru, Kambodži a Indonésii je úpadek značný a i proto datlu břidlicovému od roku 2010 dle IUCN přísluší status VU, tedy zranitelný.